# Dereje Nedi
Dereje Nedi (* 13. Januar 1954) ist ein ehemaliger äthiopischer Marathonläufer.
1978 und 1987 gewann er Silber beim Marathon der Panafrikanischen Spiele. Bei den Olympischen Spielen 1980 in Moskau wurde er Siebter.
1984 siegte er beim Frankfurt-Marathon und lief beim Moskau-Marathon mit 2:10:32 gleichzeitig persönlichen Rekord und die bis heute schnellste Zeit auf russischem Boden.
1985 holte er bei den afrikanischen Meisterschaften Bronze und 1988 Gold. 1989 wurde er Zweiter beim IAAF-Weltcup-Marathon und beim Berlin-Marathon.